# IsiX-OS
Isix-os es una distribución Linux basada en la antigua pero a la vez moderna distribución Slackware. Está especialmente orientada a los ordenadores ahtec, aunque es soportada también por una gran parte de otros ordenadores. Con esta distribución se pretende acabar con los problemas de instalación, drivers y demás para los ordenadores ahtec.
El nombre viene de la unión de las palabras easy (fácil, en inglés) y Unix.
Proyecto Abandonado - Mirar Hurricane-Project

## Versiones publicadas
- Febrero de 2008: Versión final especifica para dos ordenadores ahtec (xhl90 y xsw91) 0.001
- 30 de enero de 2010: Versión final Unified - Compatible con todo tipo de PC/Portátil Genérico.